# Jacqueline Lichtenstein
Pour les articles homonymes, voir Lichtenstein.
Jacqueline Lichtenstein (née le 18 mars 1947 et morte le 2 avril 2019 à Paris) est une philosophe et historienne de l'art française, professeure d’esthétique et de philosophie de l’art.
Le travail de Jacqueline Lichtenstein s'est développé comme une réflexion sur l'art des XVIIe et XVIIIe siècles, les spécificités de la pensée artistique et le fonctionnement des discours sur l’art, la théorie de l'art, ainsi que sur l'évolution des figures de l'amateur entre le XVIIe siècle et l'époque contemporaine.

## Carrière
Ancienne élève de l'École des hautes études en sciences sociales, agrégée de philosophie, Jacqueline Lichtenstein a notamment enseigné à l'université de Californie à Berkeley, à l'université Paris-Nanterre, à l'université Paris-Sorbonne et à l'École du Louvre et a publié de nombreux articles dans des revues françaises et américaines.
Directrice adjointe de l'UFR « Philosophie et sociologie « de l'université Paris-Sorbonne, où elle dirigeait la formation du master « Esthétique et philosophie de l’art », elle était par ailleurs responsable de la collection « Essais d'art et de philosophie » (Esthétique et philosophie de l'art), fondée par Henri Gouhier en 1949, des Éditions Vrin. Membre du Conseil des études et de la recherche de l'École du Louvre, depuis 2013, elle était également membre du Conseil scientifique du musée du Louvre.
Jacqueline Lichtenstein meurt le 2 avril 2019 à l'âge de 72 ans,.

## La couleur éloquente
Jacqueline Lichtenstein a notamment abordé la question des réceptions multiples (philosophique, artistique, sociologique, éthique...) de la couleur dans sa relation antagoniste au dessein (conformément à l’orthographe en vigueur au XVIIe siècle). Philosophiquement suspecte à cause de son caractère matériel, moralement coupable en raison de son éclat séducteur, la couleur a en effet longtemps été jugée esthétiquement dangereuse : source d'un plaisir et d'une beauté qu'on ne sentait pas immédiatement raccordables au Vrai et au Bien. C'est là un des aspects du conflit que la raison entretient avec l'univers des formes sensibles, et ce qui fait que la peinture (que l'on ne peut réduire au dessin) est un péril pour toute harmonie de savoir, toute ordonnance de théorie : tout discours qui doit faire en elle l'expérience de son insuffisance.
Enquêtant à travers les siècles de ce conflit, Jacqueline Lichtenstein rencontre d'abord dans sa réflexion la pensée platonicienne qui frappe d'une même condamnation - et ainsi associe entre elles - la couleur du peintre et l'éloquence de l'orateur. Voici liés, définitivement, les arts de la parole et ceux de l'image. Mais cette archéologie du problème a pour but l'analyse du grand moment où, en France, au XVIIe siècle, Roger de Piles, le chef de file des Rubénistes, c'est-à-dire des partisans du coloris, rompt avec la tradition platonicienne, fait l'apologie de l'illusion, du fard, de la séduction - de la part féminine, et donc suspecte et maudite de la représentation - y reconnaît l'essence de la peinture. Pour la première fois un discours se met en place, qui insiste sur ce qui fait que la peinture est peinture.
Désormais celle-ci est définissable comme ce qui se refuse au langage. On ne pourra parler du tableau, mais du regard qui le voit. C'est la naissance de l'esthétique, au sens que prend ce mot au XVIIe siècle.

## Prix
- Prix Gegner 2014[3].

## Publications

### Œuvres
Les raisons de l'art :
- La couleur éloquente : rhétorique et peinture à l'âge classique, Paris, Flammarion, 1989.
- La tache aveugle : essai sur les relations de la peinture et de la sculpture à l'âge moderne, Paris, NRF Essais, 2003.

### Direction de travaux collectifs
- La peinture, Paris, Larousse, 1995.
- Tadanori Yokoo, coécrit avec Daido Moriyama et Takayo Iida, Actes Sud, 2006.
- Conférences de l'Académie royale de peinture et de sculpture. Tome 1, volume 1, Les conférences au temps d'Henry Testelin, 1648-1681, Paris, ENSBA, 2007.
- Conférences de l'Académie royale de peinture et de sculpture. Tome 1, volume 2, 1648-1681, Paris, ENSBA, 2007.

### Articles
- Avec Griselda Pollock, « Griselda Pollock : Féminisme et histoire de l’art », Perspective, 4 | 2007, 568-584 [mis en ligne le 31 mars 2018, consulté le 31 janvier 2022. URL : http://journals.openedition.org/perspective/3564 ; DOI : https://doi.org/10.4000/perspective.3564].